# Turbo Charged
Turbo Charged è il primo album full-length del cantante dancehall reggae giamaicano Nitty Gritty, pubblicato nel 1986 dall'etichetta discografica Greensleeves Records.
Nel 2008 l'album è stato ristampato in formato compact disc con l'aggiunta di 4 tracce inedite.

## Tracce[1]
1. Gimme Some a Your Something 3:20
2. Turbo Charge 3:29
3. Ram Up the Dance 2:43
4. Key to Your Heart 3:48
5. Rub a Dub a Kill You 3:36
6. Amazing Grace 3:20 (canzone popolare)
7. Cry Cry Baby 3:25
8. Down in the Ghetto 3:36
9. Don't Want to Lose You 3:14
10. Hog in a Minty 3:47 (canzone popolare)

Tracce bonus della versione CD (Greensleves, 2008)
1. Run Down The World
2. Man In A House
3. False Alarm
4. Gimme Some A Your Something (Human Side)

## Formazione[1]
- Nitty Gritty - voce